# Mesjid Tanjong
Mesjid Tanjong is een bestuurslaag in het regentschap Pidie van de provincie Atjeh, Indonesië. Mesjid Tanjong telt 118 inwoners (volkstelling 2010).